# 阿尔冈
阿尔冈（法語：Algans）是法国南部-比利牛斯大区 塔恩省的一个市镇，属于卡斯特尔区 屈图尔扎县。该市镇2009年时的人口 为203人。

## 人口
阿尔冈人口变化图示
| 数据来源：INSEE |